# Комплекс Электры

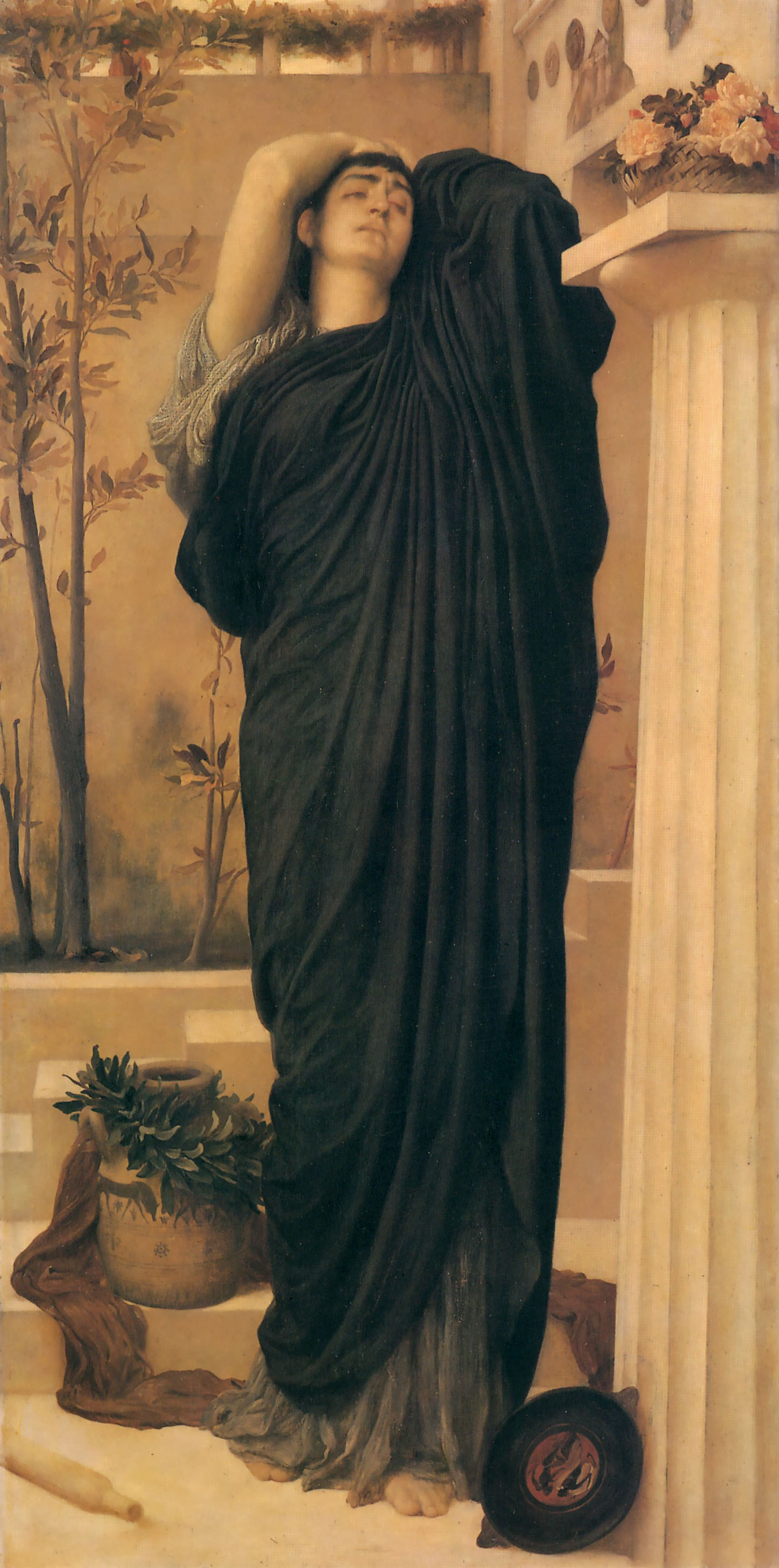
Электра у гробницы Агамемнона, Фредерик Лейтон, 1869 г.

Комплекс Эле́ктры — понятие психоанализа, комплекс, проявляющийся у девочек в их отношении с отцом и матерью, аналог эдипова комплекса.

## Описание
Согласно теории психоанализа, комплекс Электры заключается в неосознанном влечении девочек к собственному отцу и враждебности к матери и соперничестве с ней за внимание отца, и развивается в фаллической фазе развития. Комплекс назван по имени мифологической Электры, дочери микенского царя Агамемнона, отомстившей своей матери за убийство своего отца. Понятие было предложено Карлом Густавом Юнгом в 1913 году в работе «Опыт описания психоаналитической теории». Фрейд считал термин «комплекс Электры» подчёркивающим сходство в отношениях сын-мать и дочь-отец, и хотя считал теорию эдипова комплекса полностью приложимой только к мальчикам, вместе с тем предпочитал говорить об эдиповом комплексе у обоих полов и объявлял «комплекс Электры» бесполезным термином, возможно, из-за конфликта с Юнгом. Многие психоаналитики считают термин устаревшим и предпочитают говорить о женской версии эдипова комплекса.

## Эдипов комплекс у девочек
По Фрейду, первоначально девочка привязана к отцу и матери в равной степени, однако в дальнейшем она обнаруживает отсутствие у себя пениса. Это открытие является решающим в развитии женской сексуальности. На первом этапе «зависть к пенису» вызывает у неё сексуальное влечение к отцу, а также желание забеременеть от него. В то же время она становится более враждебной по отношению к матери, обвиняя её в своей «неполноценности».
По Фрейду, из-за отсутствия страха кастрации, девочки меньше страдают от невыполнимости своих желаний обладать отцом и, соответственно, меньше нуждаются в решительном преодолении своего эдипова комплекса. В результате девочки могут оставаться в эдиповой ситуации неопределённо долгое время, и в связи с этим супер-эго остаётся менее развитым. В то же время стремление женщины к обладанию пенисом может остаться навсегда неудовлетворённым и обречь её на чувство собственного несовершенства.
Эти взгляды Зигмунда Фрейда на развитие женской сексуальности оспаривались многими психоаналитиками.